# 考課
考課（こうか）とは、律令制の官人における勤務評定のことである。

## 概要
日本における考課制度は天武天皇の時代に始まったとされ、飛鳥浄御原令では毎年の考課の結果によって叙位が実施されていたが、大宝令の考仕令では身分などに基づいて規定の年数分の考課の成果を叙位に反映させる方式に変更された。この方式に基づく叙位を選叙（せんじょ）と称し、選叙の要件を満たすことを成選（じょうせん、せいせん）、そのために要する規定年数を選限（せんげん）と呼ぶ。なお、養老令では考仕令は考課令と選叙令に分離されている。
考課の対象になる官人は4つの集団に分けられる。
1. 内長上（ないちょうじょう）－四等官（郡司除く）・品官および、内舎人・五位以上の散位
2. 内分番（ないぶんばん）－中央官司の史生・雑任・舎人・兵衛および、六位以下の散位
3. 外長上（げちょうじょう）－四等官を除く国衙の官人および、軍毅・郡司
4. 外分番（げぶんばん）－地方在住の散位、当初は外散位（げさんい）と称される

考課の対象になるには、毎年8月1日から1年間のうちに一定の上日（じょうじつ）、すなわち勤務日数を必要とし、長上は240日、分番は140日、舎人は200日の上日を満たす必要があった。更に大宝令以後には成選・選限の制度が導入され、内長上は6年、内分番は8年、外長上は10年、外散位（外分番）は12年分の選限を満たす必要があったが、慶雲3年（706年）に2年ずつ短縮され、それぞれ4年・6年・8年・10年とされた。なお、養老律令編纂時に慶雲の選限改定が反映されなかったために、同律令が施行された天平宝字元年（757年）に一旦旧制に復帰したが、天平宝字8年（764年）に元に戻された。
毎年、各官司の長（外長上・外分番は所属国の国司）8月末までに上日の要件を満たした者の勤務状況を審査して評定原案を作成し、各官人に読み聞かせた上で、官司単位で報告書である考文（こうぶん）を作成する。内長上は上上・上中・上下・中上・中中・中下・下上・下中・下下の9段階評価が行われた。この際に評定の基準となったのは、「善」と「最」である。善とは四善とも称された儒教的価値観に基づく4つの事項（徳義有聞・清慎顕著・公平可称・恪勤匪懈）のことで選叙の対象となる中中以上になるためにはこの要素を必要とした。最とは職務の達成基準を意味しており、全部で42の項目があった。私罪（公務以外の罪）があれば中下または下下、公罪（公務における罪）があれば下下と評価され、解官の対象とされた。郡司・軍毅は上・中・下・下下の4段階（下下は解官）、その他の外長上・内分番・外分番は上・中・下の3段階で評価された。
その後、考文と参考資料を京官と畿内諸国は10月1日、その他の諸国は11月1日までに文官は式部省、武官は兵部省に送付した。ただし、前者は和銅2年（709年）に、後者は和銅6年（713年）に弁官が受付、その後両省に送付されることになった。その後、中央にて最終決定が行われるが、六位以下は式部省・兵部省にて、四位・五位は太政官にて審議の後に天皇の裁可を仰ぎ、三位以上は天皇の勅裁（大臣は上日の日数のみが考課の対象とされる）によって決められた。
成選に至った場合、所属官司・国司は選文を作成し、期間中全てが中中もしくは中であった場合を標準的な評価として1階昇叙させ、平均して中中・中よりもマイナス評価であった場合、昇叙は見送られプラスの範囲が一定に達するごとに昇叙する位階は1階ずつ増えていった（ただし、内分番・外長上・外分番は最大3階まで）。ただし、五位以上の昇叙および成選の結果叙爵の対象となる（五位以上に至る）昇叙、成選の結果4階以上の昇叙の場合には全て天皇への上奏と裁可を必要としていた。
奈良時代前期（8世紀前半）までは考課の諸原則が基本的に履行されていたが、次第に先例重視の傾向が強まり、特に五位以上の昇叙および叙爵については全くの政治的理由で行われるようになった。更に平安時代中期（10世紀）以後には六位以下の形骸化が進んだため、制度の実質を喪失した。